# قرار مجلس الأمن التابع للأمم المتحدة رقم 1378
أكد قرار مجلس الأمن التابع للأمم المتحدة 1378، الذي اتخذ بالإجماع في 14 نوفمبر 2001، بعد إعادة تأكيد جميع القرارات المتعلقة بالحالة في أفغانستان، بما في ذلك القرارات 1267 (1999) و1333 (2000) و1363 (2001)، أن الأمم المتحدة ستضطلع بدور هام في البلد، ودعا إلى إنشاء إدارة انتقالية تؤدي إلى تشكيل حكومة جديدة.
وأقر مجلس الأمن ب إلحاح الحالة في أفغانستان، لا سيما في كابل، ودعم الجهود الرامية إلى مكافحة الإرهاب وفقا للقرارين 1368 (2001) و1373 (2001). وأدان طالبان للسماح باستخدام أفغانستان كقاعدة وملاذ آمن لتنظيم القاعدة والجماعات الأخرى وأسامة بن لادن وانتهاكات القانون الدولي. ورحبت ديباجة القرار بالإعلان الذي أصدرته مجموعة الستة زائد اثنين، وباعتزامها عقد اجتماع يشارك فيه جميع العمليات الأفغانية.
ويؤيد القرار الجهود التي يبذلها الشعب الأفغاني لإنشاء إدارة جديدة وانتقالية تفضي إلى تشكيل حكومة تكون ممثلة بالكامل، وتحترم حقوق الإنسان والتزاماتها الدولية، وتيسر إيصال المساعدة الإنسانية. ودعت القوات الأفغانية إلى الامتناع عن الأعمال الانتقامية واحترام حقوق الإنسان والقانون الإنساني الدولي.
وأكد المجلس على الدور المركزي للأمم المتحدة في أفغانستان في إنشاء الإدارة الانتقالية. ودعا الدول الأعضاء إلى تقديم الدعم لإنشاء الإدارة الانتقالية والحكومة الانتقالية، والمساعدة الإنسانية، والمساعدة الطويلة الأجل فيما يتعلق بالتعمير الاجتماعي والاقتصادي وإنعاش البلد. وأخيرا، حُثَّت الدول الأعضاء على ضمان أمن مناطق أفغانستان التي لم تعد خاضعة لسيطرة الطالبان، ولا سيما كابُل، وحماية المدنيين، والسلطات الانتقالية، وجميع الموظفين الدوليين.

## وصلات خارجية
- نص القرار على undocs.org